# Lijst van oorlogsmonumenten in Breda
De Nederlandse gemeente Breda heeft negentien oorlogsmonumenten. Hieronder een overzicht.
| Nr.                             | Object                                | Herdachte groep | Ontwerper                                  | Onthulling       | Type                | Locatie                              | Plaats    | Coördinaten                   | Foto                        |
| ------------------------------- | ------------------------------------- | --- | ------------------------------------------ | ---------------- | ------------------- | ------------------------------------ | --------- | ----------------------------- | --------------------------- |
| 545                             | Judith met het hoofd van Holofernes   | algemeen | Niel Steenbergen (1911-1997)               |                  | beeld/sculptuur     | Grote Markt, 4811 XL                 | Breda     | 51° 35' 18" NB, 4° 46' 35" OL | Meer afbeeldingen           |
| 546                             | Poolse Kapel of Mariakapel            | algemeen, geallieerde militairen | ir. A. Siebers, J. Gladdines en F. Verhaak |                  | kapel               | Claudius Prinsenlaan, 4811 DK        | Breda     | 51° 35' 22" NB, 4° 46' 28" OL | Meer afbeeldingen           |
| 795                             | De Vlucht                             | burgerslachtoffers | Hein Koreman                               | 1957             | beeld/sculptuur     | Park Valkenberg, 4811 KA             | Breda     | 51° 32' 15" NB, 4° 52' 34" OL | Meer afbeeldingen           |
| 2115                            | Indië-monument (1)                    | militairen in dienst van het Ned. Kon. na 1945, militairen in dienst van het Ned. Kon. 1940-1945                                     | Erwin Polke                                |                  | gedenksteen         |                                      | Breda     | 51° 35' 22" NB, 4° 46' 28" OL |                             |
| 2116                            | Pools Militair Ereveld                | geallieerde militairen |                                            | 24 mei 1963      | begraafplaats/graf  | Ettensebaan, 4812 XA                 | Breda     | 51° 34' 52" NB, 4° 44' 11" OL | Meer afbeeldingen           |
| 2398                            | Artikel 1                             | vervolgden Nederland, overig | Maarten Fleuren                            | 10 november 2002 | plaquette           | Park Valkenberg                      | Breda     | 51° 32' 15" NB, 4° 52' 34" OL | Artikel 1                   |
| 2842                            | Indië-monument (2)                    | militairen in dienst van het Ned. Kon. 1940-1945, burgers voormalig Nederlands-Indië, militairen in dienst van het Ned. Kon. na 1945 | Wim Verhagen                               | 15 augustus 2006 | beeld/sculptuur     | Bernard de Wildestraat 400, 4827 EG  | Breda     | 51° 36' 31" NB, 4° 47' 47" OL |                             |
| 2845                            | Pools monument                        | geallieerde militairen |                                            |                  | reliëf              | Kerkstraat 8, 4854 CE                | Bavel     | 51° 33' 58" NB, 4° 49' 46" OL | Pools monument              |
| 3010                            | Plaquette in het NS-station           | burgerslachtoffers |                                            | 24 augustus 1948 | plaquette           | Stationsplein 16, 4811 BB            | Breda     | 51° 35' 41" NB, 4° 46' 48" OL | Plaquette in het NS-station |
| 3088                            | Pools monument                        | geallieerde militairen | Bon Ingen-Housz                            |                  | zuil                | Wilhelminapark, 4818                 | Breda     | 51° 34' 55" NB, 4° 47' 0" OL  | Meer afbeeldingen           |
| 3315                            | Oorlogsmonument Nieuw-Ginneken        | militairen in dienst van het Ned. Kon. na 1945, geallieerde militairen, burgerslachtoffers                                           | Paul Grégoire                              | 6 september 1952 | beeld/sculptuur     | Wilhelminaplein, 4851 AR             | Ulvenhout | 51° 33' 17" NB, 4° 48' 0" OL  | Meer afbeeldingen           |
| 3564                            | Vloeiweide monument                   | verzet Nederland |                                            |                  | plaquette           | Paul Windhausenweg 9, 4818 TA        | Breda     | 51° 34' 53" NB, 4° 47' 5" OL  | Vloeiweide monument         |
| 3565                            | Panther D-Tank                        | geallieerde militairen |                                            | 29 oktober 1945  | overig              | Paul Windhausenweg 1, 4818 TA        | Breda     | 51° 34' 51" NB, 4° 47' 6" OL  | Panther D-Tank              |
| 3566                            | Oorlogsmonument Belcrum               | burgerslachtoffers |                                            | 1952             | beeld/sculptuur     | Pastoor Pottersplein, 4815 BC        | Breda     | 51° 35' 59" NB, 4° 46' 39" OL | Meer afbeeldingen           |
| 3592                            | Bevrijdingsboom                       | algemeen |                                            | 29 oktober 1945  | boom                | Dr. van Campenstraat 17, 4811 RH     | Breda     |                               | Meer afbeeldingen           |
| 3619                            | Monument op het Pools erehof Ginneken | geallieerde militairen |                                            |                  | plaquette           | Vogelenzanglaan, 4812 XA             | Breda     | 51° 34' 8" NB, 4° 47' 27" OL  | Meer afbeeldingen           |
| 3692                            | Joods Monument                        | vervolgden Nederland, burgerslachtoffers                                                                                             | Pien Storm van Leeuwen                     | 7 april 2011     | gedenkbank          | Wilhelminapark, 4818 TB              | Breda     | 51° 34' 58" NB, 4° 47' 3" OL  | Meer afbeeldingen           |
| Dit oorlogsmonument op Wikidata | Fussillademonument                    | 11 verzetsmensen die in 1944 zijn gefusilleerd door de Nazi's, zie De Post in de Vloeiweide                                          |                                            |                  | steen met plaquette | Galderseweg                          | Breda     |                               | Meer afbeeldingen           |
| Dit oorlogsmonument op Wikidata | Stolpersteine                         | Joodse oorlogsslachtoffers | Gunter Demnig                              |                  | reliëf              | Zie Lijst van Stolpersteine in Breda | Breda     |                               | Meer afbeeldingen           |

Alphen-Chaam ·
Altena ·
Asten ·
Baarle-Nassau ·
Bergeijk ·
Bergen op Zoom ·
Bernheze ·
Best ·
Bladel ·
Boekel ·
Boxtel ·
Breda ·
Cranendonck ·
Deurne ·
Dongen ·
Drimmelen ·
Eersel ·
Eindhoven ·
Etten-Leur ·
Geertruidenberg ·
Geldrop-Mierlo ·
Gemert-Bakel ·
Gilze en Rijen ·
Goirle ·
Halderberge ·
Heeze-Leende ·
Helmond ·
's-Hertogenbosch ·
Heusden ·
Hilvarenbeek ·
Laarbeek ·
Land van Cuijk ·
Loon op Zand ·
Maashorst ·
Meierijstad ·
Moerdijk ·
Nuenen, Gerwen en Nederwetten ·
Oirschot ·
Oisterwijk ·
Oosterhout ·
Oss ·
Reusel-De Mierden ·
Roosendaal ·
Rucphen ·
Sint-Michielsgestel ·
Someren ·
Son en Breugel ·
Steenbergen ·
Tilburg ·
Valkenswaard ·
Veldhoven ·
Vught ·
Waalre ·
Waalwijk ·
Woensdrecht ·
Zundert